# Basil Dearden
Basil Dearden, eig. Basil Clive Dear (Westcliff-on-Sea, 1 januari 1911 – Londen, 23 maart 1971) was een Brits regisseur, producent en scenarioschrijver.
Voormalig theaterregisseur Dearden werkte zich eind jaren 30 op van assistent-regisseur tot regisseur. Hij werkte samen met Basil Dean en veranderde zijn naam om verwarring te voorkomen. In 1941 regisseerde hij zijn eerste film, samen met Will Hay. Twee jaar later al deed hij het helemaal zelf. Samen met schrijver-producent Michael Relphs maakte hij films met controversiële onderwerpen als homoseksualiteit en racisme. In de jaren 60 verlegde hij zijn terrein naar groots opgezette actiefilms, waarvan Khartoum (1966) de bekendste was.
Zijn laatst afgemaakte film was The Man Who Haunted Himself uit 1970. De hoofdrol werd vertolkt door Roger Moore. In 1971 kwam hij opnieuw in aanraking met Moore, toen Dearden drie afleveringen regisseerde van The Persuaders!.
Op 23 maart 1971 kwam hij om het leven bij een auto-ongeluk. Hij werd 60 jaar oud.
Dearden was getrouwd met Melissa Stribling. Zijn zoon James Dearden (Londen, 14 september 1949) is ook regisseur.